# (11262) Drube
(11262) Drube est un astéroïde de la ceinture principale.

## Description
(11262) Drube est un astéroïde de la ceinture principale. Il fut découvert le 25 juin 1979 à l'Observatoire de Siding Spring par Eleanor Francis Helin et Schelte J. Bus. Il présente une orbite caractérisée par un demi-grand axe de 2,28 UA, une excentricité de 0,15 et une inclinaison de 3,0° par rapport à l'écliptique.